# 삿포로 예술의 숲 미술관

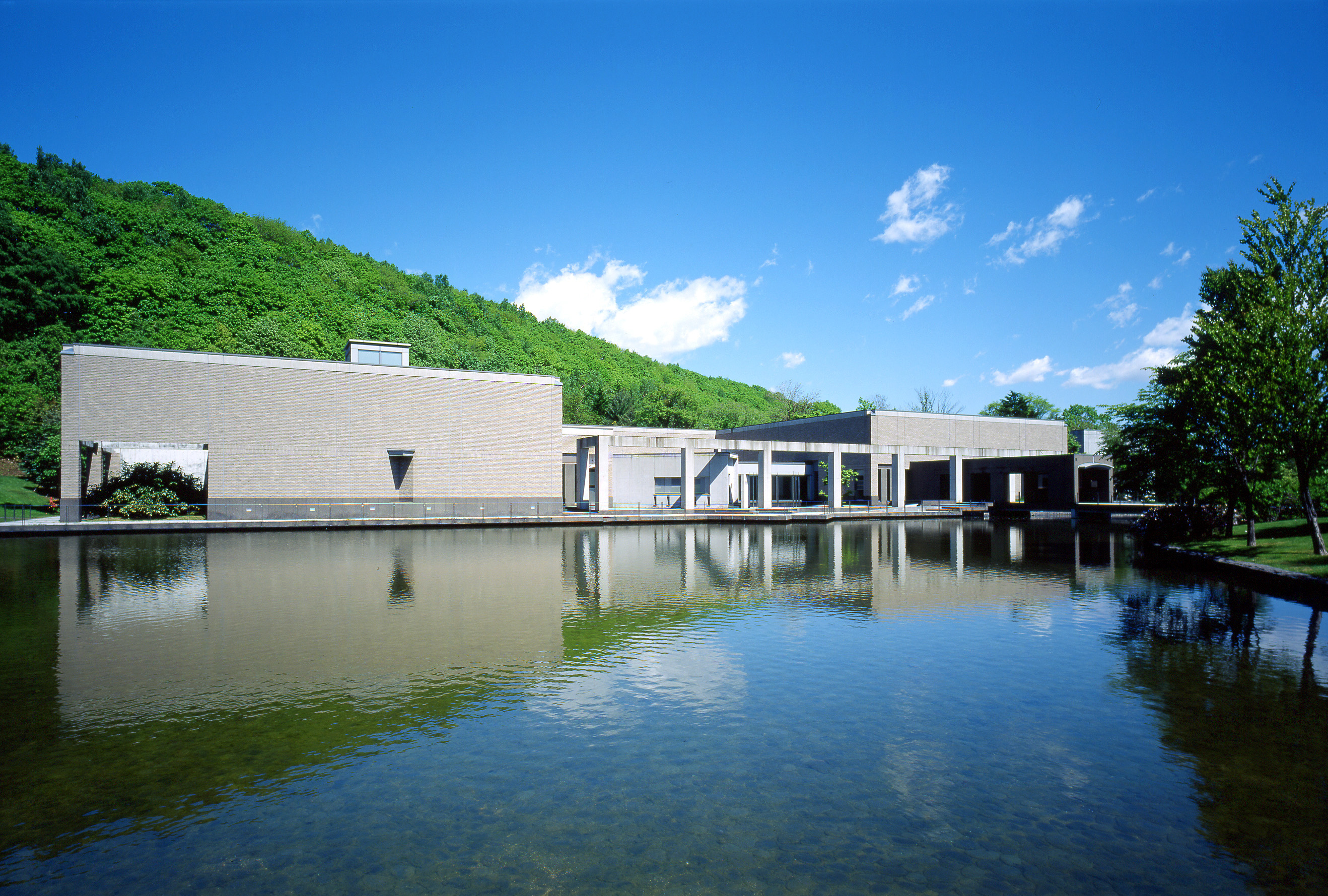
삿포로 예술의 숲 미술관

삿포로 예술의 숲(일본어: 札幌芸術の森美術館 삿포로게이쥬쓰노모리비쥬쓰칸[*])은 홋카이도 삿포로시 삿포로 예술의 숲에 있는 미술관이다.